# Dzwonkówka cytrynowa

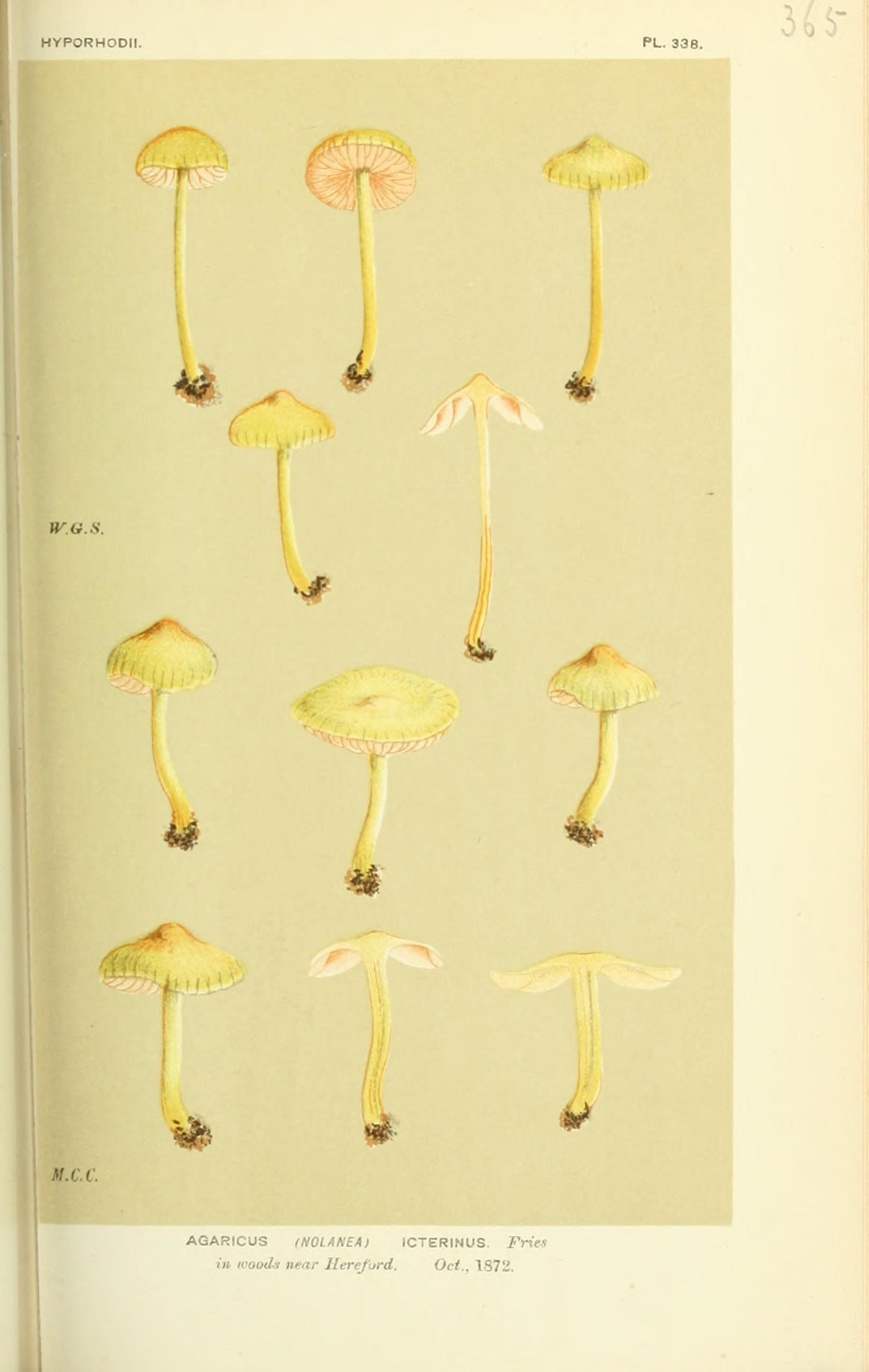

Dzwonkówka cytrynowa (Entoloma pleopodium (Bull.) Noordel.) – gatunek grzybów z rodziny dzwonkówkowatych (Entolomataceae).

## Systematyka i nazewnictwo
Pozycja w klasyfikacji według Index Fungorum: Entoloma, Entolomataceae, Agaricales, Agaricomycetidae, Agaricomycetes, Agaricomycotina, Basidiomycota, Fungi.
Po raz pierwszy zdiagnozował go w 1805 r. Jean Baptiste François Bulliard, nadając mu nazwę Agaricus pleopodius. Obecną, uznaną przez Index Fungorum nazwę nadał mu Machiel Evert Noordeloos w 1967 r. Synonimy:

- Agaricus icterinus Fr. 1821
- Agaricus pleopodius Bull. 1805
- Entoloma icterinum (Fr.) M.M. Moser 1978
- Entoloma pleopodium (Bull.) Noordel. 1985 f. pleopodium
- Hyporrhodius icterinus (Fr.) J. Schröt. 1889
- Latzinaea icterina (Fr.) Kuntze 1891
- Latzinaea pleopodia (Bull.) Kuntze 1891
- Nolanea icterina (Fr.) P. Kumm. 1871
- Nolanea pleopodia (Bull.) Gillet 1876
- Rhodophyllus icterinus (Fr.) Quél. 1886
- Rhodophyllus icterinus f. gracillimus J.E. Lange 1921
- Rhodophyllus icterinus (Fr.) Quél. 1886 f. icterinus
- Rhodophyllus pleopodius (Bull.) Quél. 1886[2].

Nazwę zwyczajową zaproponował Władysław Wojewoda w 2003 r.

## Morfologia
Kapelusz
Średnica 1–3,5 cm, początkowo dzwonkowaty, potem kolejno wypukły, rozpostarty i rozpostarty z wklęsłym środkiem, rzadko z wypukłym. Brzeg długo podwinięty, potem równy lub pofalowany. Jest higrofaniczny; w stanie wilgotnym przeźroczysty i prążkowany do 1/2 promienia, lub więcej, gładki, blado- lub ciemnożółty, oliwkowo-żółty lub cytrynowożółty, na środku często ciemniejszy i bardziej brązowy. W stanie suchym matowy, promieniście włóknisty, czasami z łuskowatym środkiem, bladożółty lub złoto-żółty.
Blaszki
W liczbie 20–30 z międzyblaszkami (l=0–3), średniogęste lub dość gęste, przyrośnięte, wykrojone, czasami zbiegające z niewielkim ząbkiem, brzuchate, o szerokości do 6,5 mm. Początkowo bladożółte, potem różowe, często z lekko brązowym odcieniem. Ostrza tej samej barwy, nieco ząbkowane.
Trzon
Wysokość 2–8 cm, grubość 2–5 mm, cylindryczny lub nieco spłaszczony, czasami rozszerzający się ku podstawie, początkowo pełny, potem pusty, chrząstkowaty. Powierzchnia gładka, matowa, bladożółta lub szarobrązowa, u nasady często z fioletowym odcieniem. Górą oprószona, niżej pokryta rozproszonymi, drobnymi, srebrzystymi włókienkami. Podstawa biało filcowata.
Miąższ
Kruchy, w kapeluszu żółto-oliwkowy, wewnątrz trzonu blady. Ma silny aromatyczny zapach podobny do zapachu owoców. Smak słaby lub nieprzyjemny.
Cechy mikroskopowe
Zarodniki w widoku z boku kanciaste 5–6-kątowe, o wymiarach (8,0–) 8,5–11,0 (–11,5) × (6,5–) 7,0–8,0 (–9,0) μm. Podstawki 32–52 × 9–16 μm, 4–zarodnikowe, ze sprzążkami. Cystyd brak. Strzępki skórki kapelusza o szerokości 4–17 μm z rozproszonymi końcowymi elementami o szerokości do 25 μm. Zawierają wewnątrzkomórkowy pigment. W strzępkach hymenium sprzążki.
Gatunki podobne
Dzwonkówka brązowozielona (Entoloma incanun) nie posiada wybrzuszenia na kapeluszu, ma trzon i kapelusz bardziej zielony oraz nieprzyjemny zapach. Przyjemny owocowy zapach jest charakterystyczną cechą dzwonkówki cytrynowej, nie należy go jednak uznawać za główną cechę diagnostyczną, gdyż bywa bardzo zmienny – czasami jest bardzo słaby lub brak go zupełnie.

## Występowanie i siedlisko
Podano występowanie dzwonkówki cytrynowej w Ameryce Północnej, Europie i na wyspie Borneo. Najwięcej stanowisk podano w Europie. Jest tu rozprzestrzeniona na całym obszarze z wyjątkiem Bałkanów. W piśmiennictwie naukowym do 2003 r. podano na terenie Polski 6 stanowisk, niektóre sprzed II wojny światowej. Aktualne stanowiska podaje internetowy atlas grzybów. Znajduje się na Czerwonej liście roślin i grzybów Polski. Ma status R – gatunek potencjalnie zagrożony z powodu ograniczonego zasięgu geograficznego i małych obszarów siedliskowych.
Występuje w ogrodach, parkach i liściastych lasach. Owocniki wyrastają pojedynczo lub w niewielkich grupkach na próchnicznej, bogatej w związki azotowe ziemi, ale także na gołej gliniastej glebie. W Polsce notowana od lipca do października.